# Les Ollières-sur-Eyrieux

Les Ollières-sur-Eyrieux este o comună în departamentul Ardèche din sud-estul Franței. În 1 ianuarie 2022 avea o populație de 1.020 de locuitori.